# シブヤ精機
シブヤ精機株式会社（シブヤせいき）は、石川県金沢市に本店を置き、浜松市中央区と愛媛県松山市に本社を置く企業。旧社名は株式会社マキ製作所。
青果物選果施設最大手でシェアは5割強を誇る。全農指定メーカー。

## 概要
創業以来、青果物（果実・野菜）の選果・選別プラント施設の製造を手がけていた。
農林中金グループなどの出資を得て、業績は拡大。1995年3月期には年間売上高193億円に到達した。1995年4月に株式を店頭公開、2004年12月にはジャスダックに上場。
しかし、主力であった青果物の選果・選別プラント施設の国内需要が落ち込み、業績もピーク時の半分近くの106億円に到り、苦しい経営状態となった。
さらに粉飾決算の疑いが発生。経営の抜本的見直しを図るため、農林中央金庫から2007年4月に専務、2007年6月28日の総会で社長に就任したばかりの新経営陣で、財務体質の検証作業を進めた。その結果、44億円分の不良在庫やその他の損失が判明。また、2007年8月時点で約23億円の債務超過が判明したため、自力再建を断念し、2007年9月27日、静岡地方裁判所浜松支部へ民事再生手続開始を申し立て、保全命令を受けた。
負債は2007年8月末時点で約123億円。

## 沿革
- 1957年（昭和32年）2月 - 重量選別機の研究製作を目的として、槇農研工業株式会社を資本金80万円で創立。
- 1961年（昭和36年）2月 - 株式会社マキ製作所に商号変更。
- 1966年（昭和41年）12月 - 現在地に本店を移転。
- 1982年（昭和57年）10月 - 画像解析による等階級自動選別システムを発売。
- 1987年（昭和62年）10月 - カラーセンサーによる等階級自動選別システムを発売。
- 1995年（平成7年）4月 - 日本証券業協会に店頭登録銘柄として登録（証券コード6304）。
- 2004年（平成16年）12月 - ジャスダックに株式を上場。
- 2007年（平成19年）9月 - 民事再生法の適用を申請。
- 2008年（平成20年）4月 - 全事業を澁谷工業が設立した静岡シブヤ精機株式会社に譲渡。
- 2011年（平成23年）4月 - エスアイ精工株式会社と合併、社名をシブヤ精機株式会社に変更。浜松本社と松山本社の2本社制とする。